# 文田健一郎
文田健一郎（日语：／ Fumita Kenichiro，1995年12月18日—），日本男子摔跤运动员。他曾代表日本参加2020年夏季奥林匹克运动会摔跤比赛，获得男子希羅式60公斤级银牌。他也是2024年巴黎奥运会男子古典式摔跤60公斤级金牌得主。

## 外部連結
- 文田健一郎在United World Wrestling（英语）
- 文田健一郎在Olympics.com（英语）
- 文田健一郎在Olympedia（英语）
- 文田健一郎在世界角力總會